# Haut-Bocage
Haut-Bocage – gmina we Francji, w regionie Owernia-Rodan-Alpy, w departamencie Allier. Została utworzona 1 stycznia 2016 roku z połączenia trzech wcześniejszych gmin: Givarlais, Louroux-Hodement oraz Maillet. Siedzibą gminy została miejscowość Maillet. W 2013 roku łączna populacja wyżej wymienionych gmin wynosiła 933 mieszkańców.